# Kompas

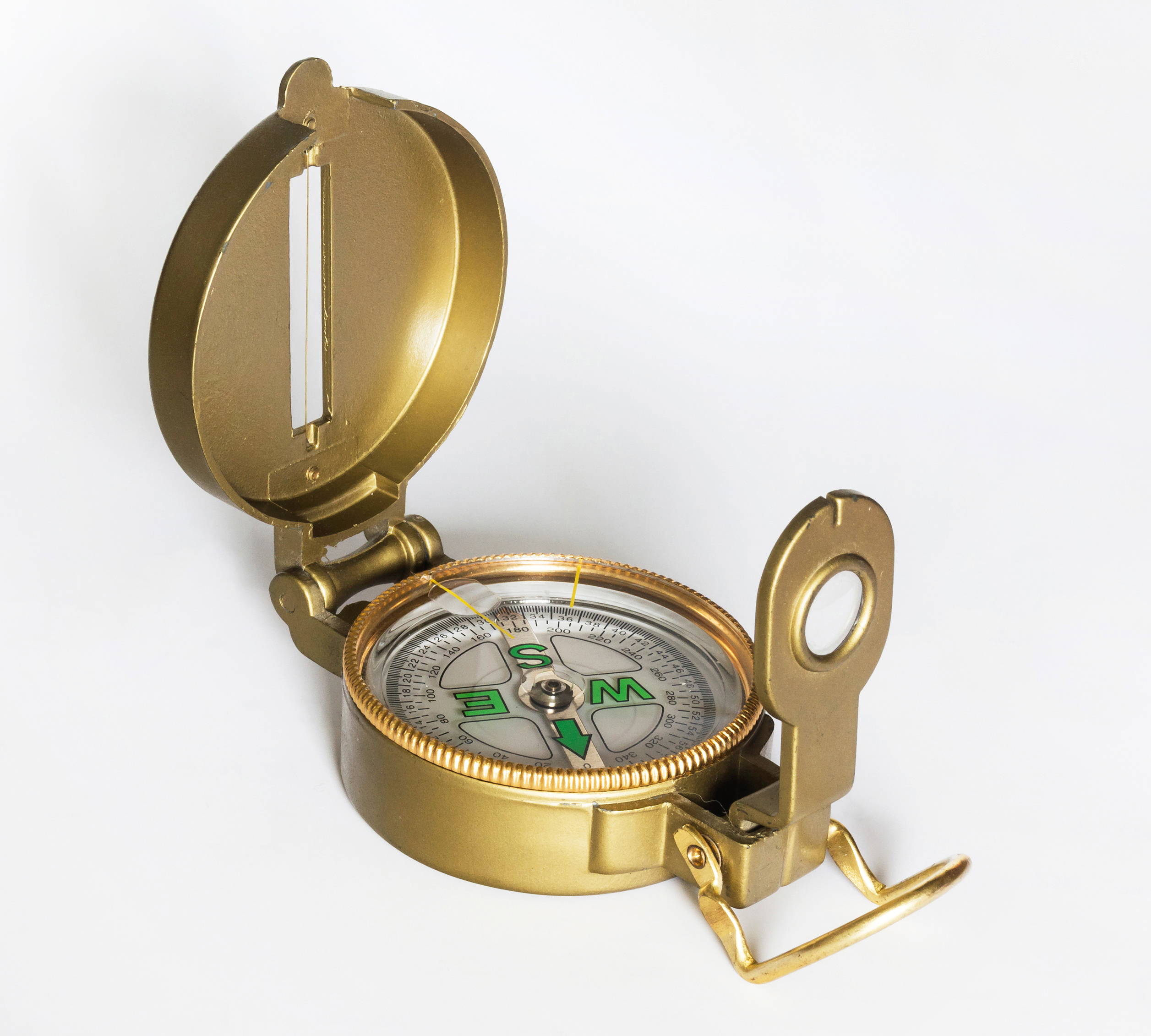
Kompas met vloeistof gevuld

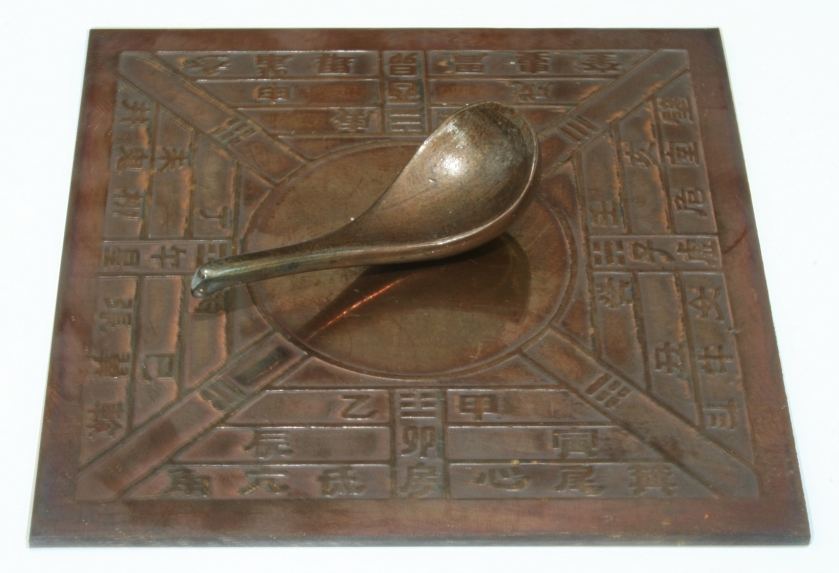
Si Nan, het eerste kompas uit China

Een kompas is een navigatie-instrument om de richting ten opzichte van het noorden (de kompasrichting) te bepalen. Het traditionele magnetische kompas bestaat uit een vrij opgehangen magneet, die zich onder invloed van het aardmagnetisch veld in een bepaalde richting opstelt, waardoor het mogelijk wordt om het magnetische noorden (of zuiden) aan te wijzen. Een specifieke uitvoering is het scheepskompas, een magnetisch kompas met onder meer cardanische ophanging voor gebruik op een schip.

## Typen

### Magnetisch
Het bekendste en oudste kompas is het magnetische kompas. Het is een draaibaar opgestelde magneet die zich richt op het magnetische veld van de aarde. Dit magnetische veld heeft veel onnauwkeurigheden en komt dan ook niet overeen met de geografische indeling van de aarde. 
Het is verwarrend dat de magneetpool die naar het noorden wijst, historisch bepaald met noordpool wordt aangeduid. Bijgevolg is de magnetische pool bij de Noordpool een magnetische zuidpool, en ligt bij de Zuidpool de magnetische noordpool van het aardmagnetisch veld. Ter vermijding van deze spraakverwarring gebruikt men tegenwoordig wel de termen arctische en antarctische magneetpool.

### Gyroscopisch
Een schip is tegenwoordig steeds voorzien van een gyroscopisch kompas. In zijn oorspronkelijke vorm was dit een tol in een cardanische ophanging. De snelle draaiing van de tol zorgt ervoor dat de as van de tol evenwijdig gaat staan aan de as van de draaiende aarde en daarna in dezelfde richting blijft. Een gyroscopisch kompas geeft dus het ware noorden aan. Inmiddels kan hetzelfde effect bereikt worden met een trillend stukje microelektronica (MEMS), en worden dit soort "gyroscopische" versnellingsmeters behalve in schepen ook ingebouwd in mobiele telefoons en gameconsoles.

#### Koersaanwijzer
Vliegtuigen zijn uitgerust met een gyroscopisch werkende koersaanwijzer. Deze verschilt niet veel van het gyrokompas uit de scheepvaart, maar moet handmatig in de juiste richting worden ingesteld. Door de gyroscopische werking blijft deze stand behouden.

### Fibre optic gyrokompas
Een fibre optic gyrokompas (FOG) is een kompas dat de faseverschuiving van twee tegen elkaar in roterende lichtstralen meet in een draaiende spoel van glasvezel, gebruikmakend van het Sagnac-effect. Het is een toepassing van een interferometer. Het wordt een gyrokompas genoemd, maar is dit feitelijk niet, aangezien het geen gebruik maakt van gyrotollen.

### Ringlasergyrokompas
Ook het ringlasergyrokompas (RLG) maakt gebruik van het Sagnac-effect, maar het meet het frequentieverschil van twee tegen elkaar in roterende lichtstralen.

### Gps
Dankzij moderne satellietsystemen kan een gps-ontvanger ook als kompas worden gebruikt. De eenvoudigste ontvangers geven de juiste kompasrichting aan als de gebruiker in beweging is.

## Afwijkingen van een magnetisch kompas
Een magnetisch kompas wijst altijd naar het magnetische noorden, dat niet overal op aarde overeenkomt met het geografische noorden. De lokale afwijking, magnetische declinatie of variatie genoemd, moet verrekend worden bij het uitzetten van een richting. De grootte en richting van de variatie staat altijd vermeld op zeekaarten en in almanakken. De variatie verandert over het algemeen slechts langzaam, zodat verrekenen goed mogelijk is.
De variatie in Nederland is momenteel ongeveer 2° oost, zodat het magnetische noorden hier bijna samenvalt met het geografische noorden. Elders op de wereld kunnen variaties tot tientallen graden optreden, in de buurt van de polen is de variatie zelfs zo groot dat een kompas daar geheel onbruikbaar is.
Naast de variatie is er nog een afwijking, de deviatie. Deze speelt met name een rol op ijzeren schepen, waar het metaal van het schip invloed uitoefent op het magnetisch veld waarnaar het kompas zich richt. Om de deviatie te compenseren wordt het kompas 'gesteld', hierbij worden kleine magneetjes in de buurt van het kompas aangebracht, daarna wordt nog van een aantal gelijkmatig over de cirkel verdeelde koersen bepaald wat de miswijzing van het kompas is. Deze miswijzingen worden in tabelvorm bij het kompas bewaard. Het is mogelijk om zelf de deviatie te bepalen bij de verschillende koersen, en deze vervolgens te noteren in de deviatietabel of de stuurtafel.
Een derde afwijking wordt veroorzaakt door de magnetische inclinatie, het verschijnsel dat de magnetische veldlijnen niet evenwijdig aan het aardoppervlak lopen maar hellen. Een kompasnaald op het noordelijk halfrond zal met zijn noordpool naar beneden willen duiken, op het zuidelijk halfrond helt het veld naar het zuiden. Dit kan eenvoudig gecompenseerd worden door de tegenoverliggende kant iets zwaarder te maken, dit maakt een kompas voor het ene halfrond echter minder bruikbaar op het andere halfrond. Ook maakt het op deze manier uitbalanceren een kompas gevoeliger voor versnellingen, wat vooral aan boord van een vliegtuig een bezwaar is.
Bevindt men zich op het noordelijk halfrond en vliegt (of vaart) men naar het noorden (d.w.z. in de richting van de magnetische pool), dan zal de voorzijde van de kompasnaald door de inclinatie naar beneden willen duiken. De mechanische constructie verhindert dit. Helt men echter naar rechts (een vliegtuig doet dat om een bocht naar rechts te maken), dan heeft de inclinatie tot gevolg dat het kompas naar rechts draait, zodat de kompasnaald traag op de draaiing reageert en het lijkt of het vliegtuig de verkeerde kant uit draait. Het omgekeerde gebeurt als men een bocht maakt op een koers naar het zuiden, dan zal de kompasnaald sneller reageren.
Vliegt men naar het oosten of westen, dan zal een versnelling of vertraging het magnetische kompas in beweging brengen. De kompasnaald is namelijk onder het draaipunt verzwaard. Door een versnelling zal de naald vooroverduiken en de schuin staande naald zal door de inclinatie naar het noorden draaien.

## Geschiedenis

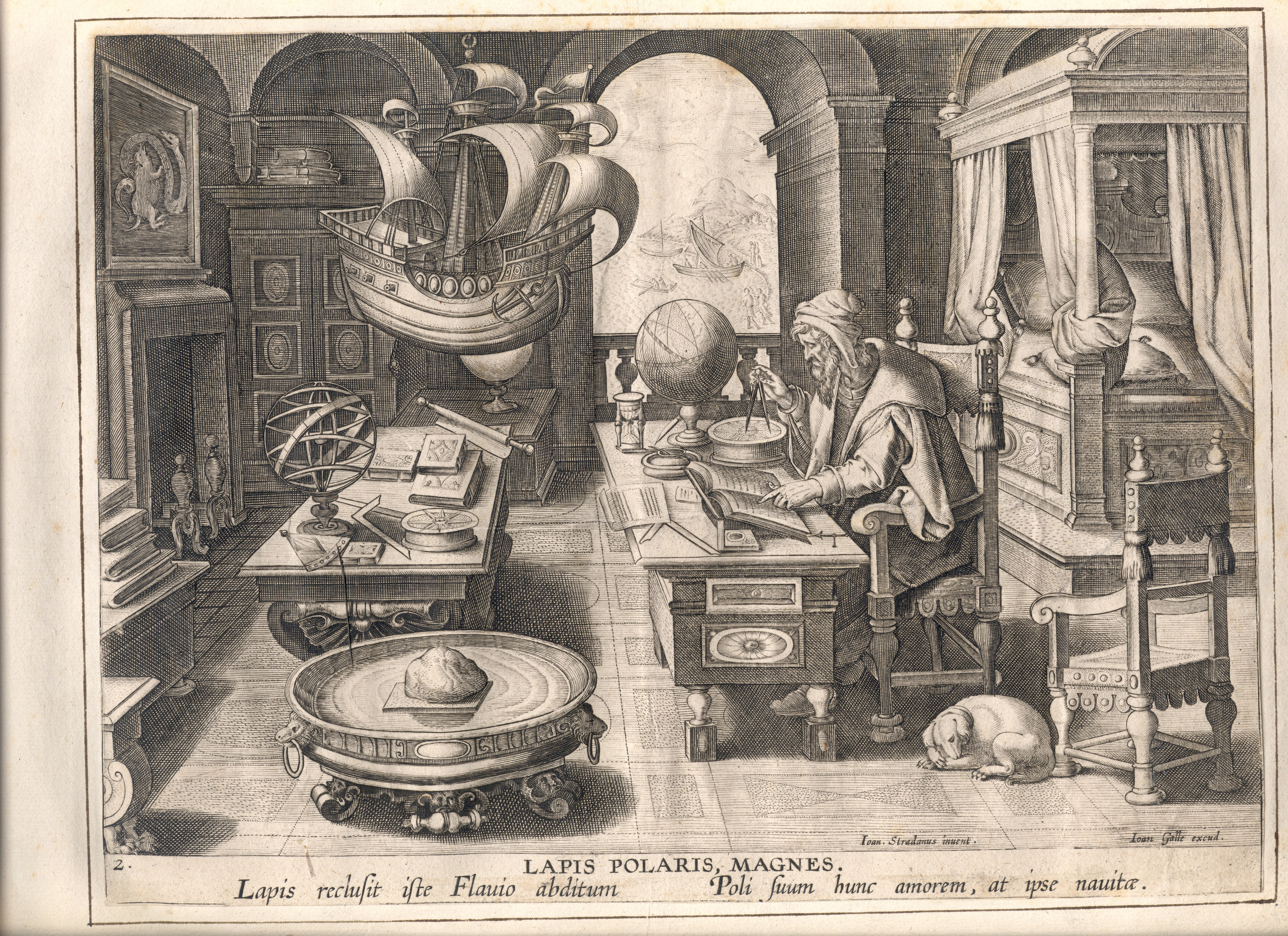
De uitvinding van het kompas, Jan Collaert II, Museum Plantin-Moretus, (PK.OPB.0186.003)

Het kompas verscheen voor het eerst in China als de sīnán (司南), een naar het zuiden wijzende lepel die gebruikt werd voor geomantiek. Naast de bewaarde exemplaren, blijkt het bestaan ervan uit de Hanfeizi Youdu, een tekstenverzameling die in de 1e eeuw v.Chr. samengesteld is door de geleerde Liu Xiang. Uit de 4e eeuw v.Chr. stamt de vaststelling van de Meester uit het Demonendal dat zeilsteen ijzer aantrekt.
De oudste navigatiekompassen waren waarschijnlijk stukken gemagnetiseerd ijzer of ijzererts die op een plankje drijvend in water lagen. Verbeteringen in de vorm van een staafmagneet, een betere ophanging en de kompasroos volgden later.
De vroegst bekende vermelding van het gebruik van een kompas voor navigatie op zee is in het Chinese boek Pingzhou Ke Tan (Tafelgesprekken van Pingzhou) uit 1117 van Zhu Yu. Later in de 12e eeuw verspreidde het gebruik van het kompas zich via de Arabieren naar Europa. Het scheepskompas werd in Europa vanaf ca. 1350 algemeen toegepast.
Moderne en geavanceerde navigatiesystemen hebben het magnetisch kompas in vliegtuigen voor normaal gebruik verdrongen. In zowel vliegtuigen als op schepen zijn ze echter nog altijd wettelijk verplicht als noodvoorziening. Voor de koersbepaling wordt gebruikgemaakt van radiobakens, gyrokompassen, ringlasergyrokompassen, fibre optic gyrokompassen en satellietnavigatie. Voor de richtingbepaling in de ruimte zijn deze nog te gebruiken in traagheidsnavigatie. Ze zijn uiteraard niet meer noordzoekend, doordat ze de aardrotatie niet meer ondervinden.
Gyroscopische kompassen houden een ingestelde richting vast ten opzichte van een vast (ver) punt in de ruimte en zijn niet gevoelig voor ijzer of magneten. Ook een gyrokompas vertoont een klein verloop en een, zij het kleine, afwijking, namelijk de hoek tussen het ware noorden (Nw) en het gyronoorden (Ng); deze afwijking noemt men de totale fout. Bij pleziervaart en oriëntatie in het terrein worden magnetische kompassen echter nog veel gebruikt, veelal in combinatie met gps-ontvangers.
Ook zijn er elektronische kompassen met sensors waarmee het magnetisch noorden kan worden vastgesteld.

## Kompasroos

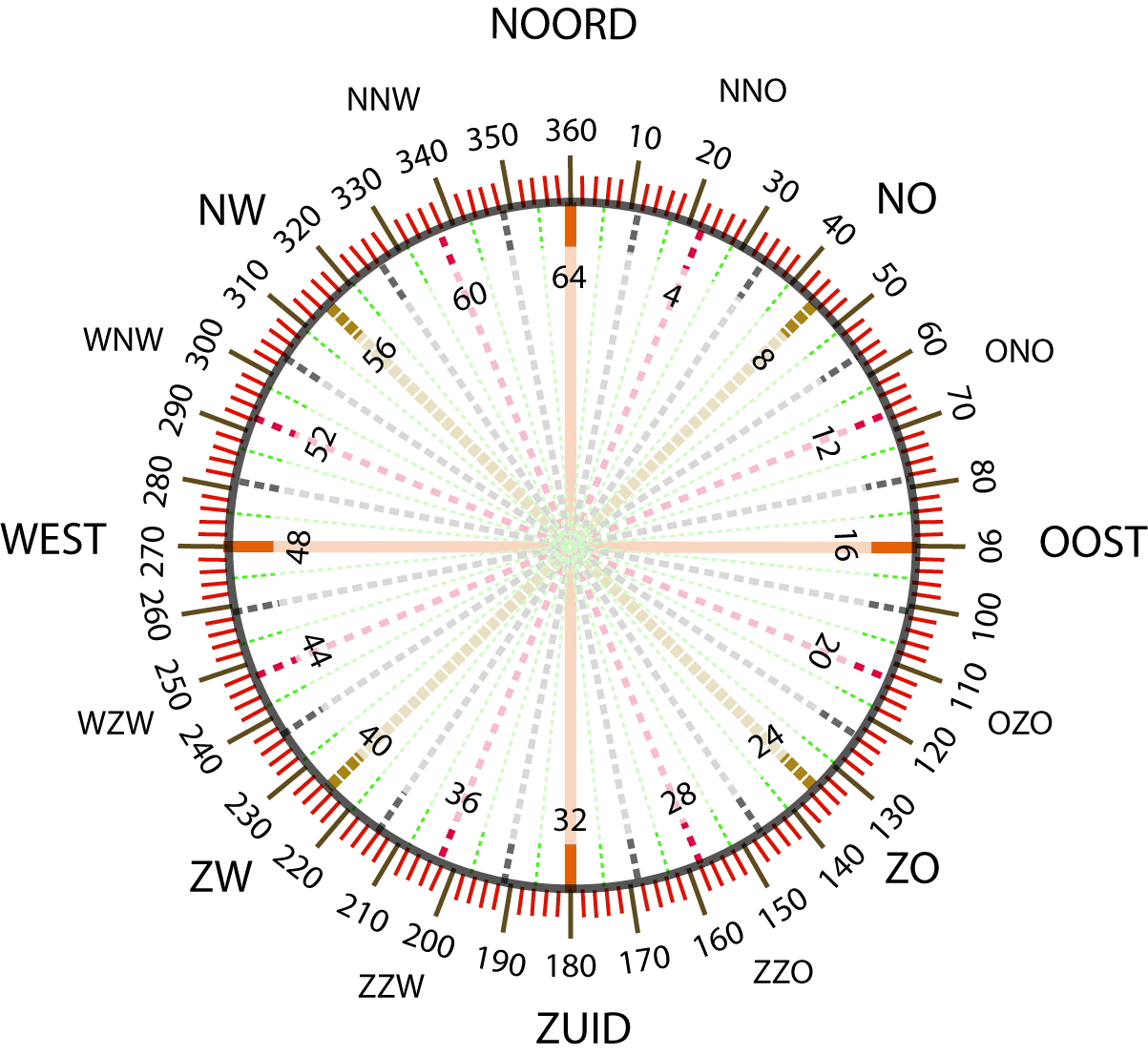
Kompasroos met verdeling in graden en mil (binnenste schaal)

Oorspronkelijk werd de cirkel, ook wel windroos genoemd, in vieren, achten, zestienen, 32-en verdeeld waarbij de richting volgens een vast systeem werd aangeduid: tussen noord en oost kwam noordoost, tussen noord en noordoost noordnoordoost, tussen noord en noordnoordoost noordnoordoost ten noorden, tussen noord en noordnoordoost ten noorden kwam noordnoordoost ten noorden noord et cetera. 
De oudste kompassen, uit de 13e, 14e en 15e eeuw hadden een onderverdeling in acht streken. In de 16 eeuw werden dit er 16, en later 32 streken en vervolgens ook wel 64 streken.
Op dit punt is de kompasroos in 64 delen verdeeld en daarmee voldeed hij aan de toenmalige behoefte om de koers te bepalen.
De huidige kompassen zijn voorzien van een indeling in 360 graden (rechtsom, in tegenstelling tot wat in de wiskunde gebruikelijk is), en algemeen worden de vier hoofdstreken Noord Oost Zuid en West door een letter aangegeven. Militaire kompassen zijn nog weleens uitgerust met een roos die verdeeld is in 6400 duizendsten. De reden hiervoor is dat zo'n mil vrij goed overeenkomt met een meter op een kilometer afstand. De artillerie kan hiermee bij inschieten vrij eenvoudig het geschut op het doel richten.
Met de gangbare peilkompassen kunnen hoeken tot 0,25° afgelezen worden. (zie tabel, kolom 4)
| Naam           | Afkorting | Graden | Nieuwgraden |
| -------------- | --------- | ------ | ----------- |
| Noord          | N         | 0°     | 0 gon       |
| Noordnoordoost | NNO       | 22,5°  | 25 gon      |
| Noordoost      | NO        | 45°    | 50 gon      |
| Oostnoordoost  | ONO       | 67,5°  | 75 gon      |
| Oost           | O         | 90°    | 100 gon     |
| Oostzuidoost   | OZO       | 112,5° | 125 gon     |
| Zuidoost       | ZO        | 135°   | 150 gon     |
| Zuidzuidoost   | ZZO       | 157,5° | 175 gon     |
| Zuid           | Z         | 180°   | 200 gon     |
| Zuidzuidwest   | ZZW       | 202,5° | 225 gon     |
| Zuidwest       | ZW        | 225°   | 250 gon     |
| Westzuidwest   | WZW       | 247,5° | 275 gon     |
| West           | W         | 270°   | 300 gon     |
| Westnoordwest  | WNW       | 292,5° | 325 gon     |
| Noordwest      | NW        | 315°   | 350 gon     |
| Noordnoordwest | NNW       | 337,5° | 375 gon     |

## Kompastypen en gebruik

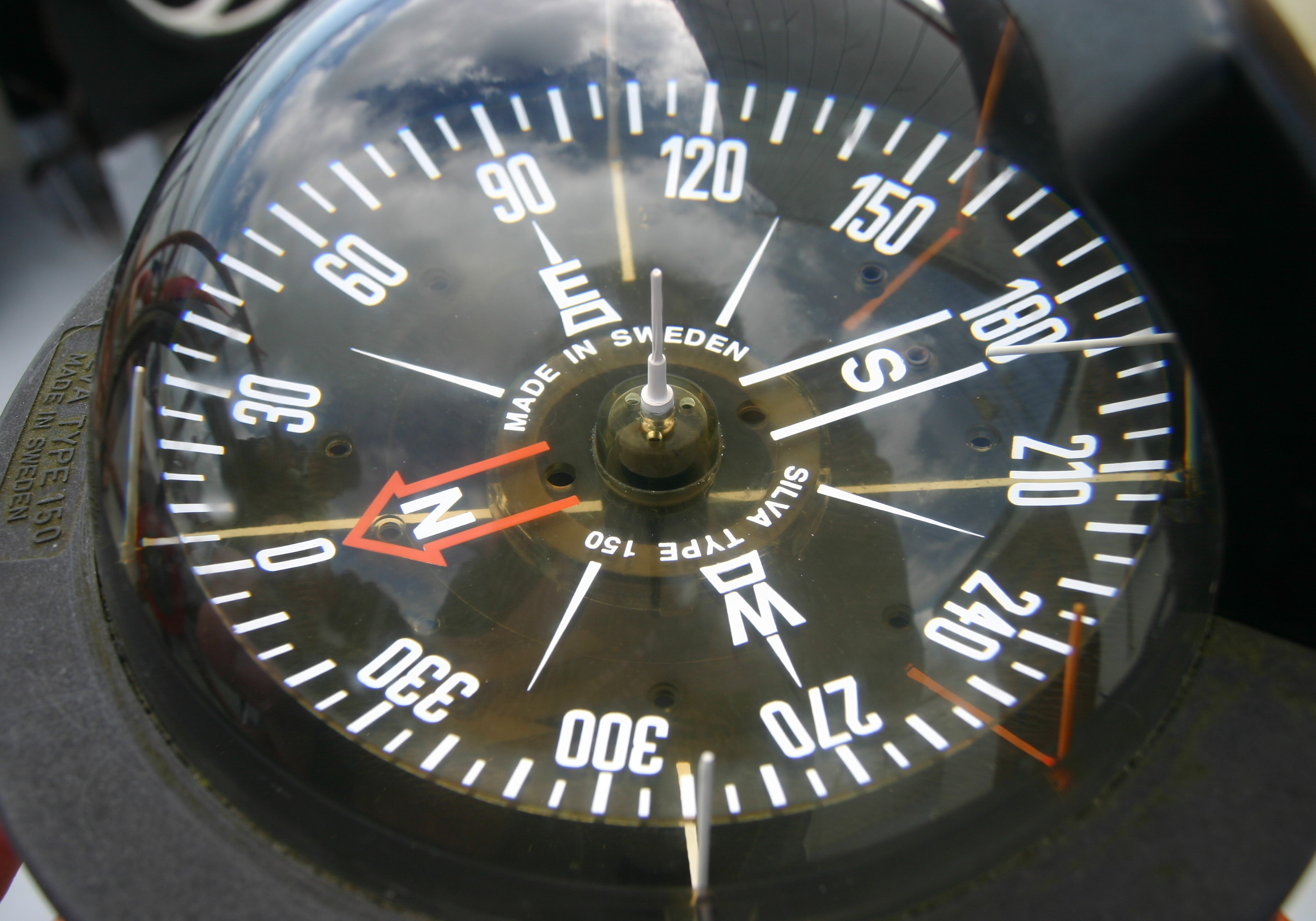
Scheepskompas

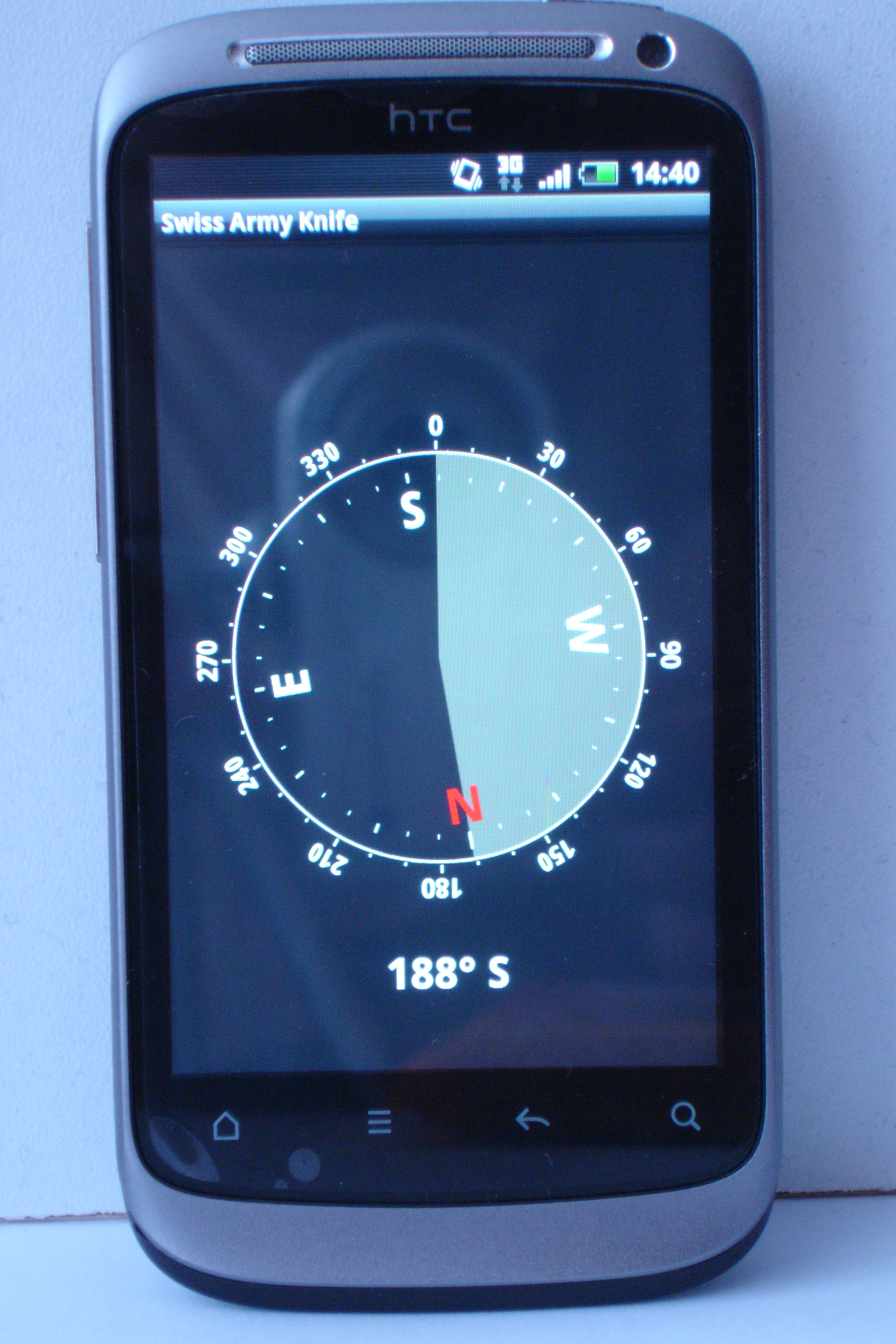
Een smartphone kan als een kompas gebruikt worden

Het eenvoudigste kompas heeft een draaibare naald op een vaste roos. Dit kompas kan voor een eenvoudige oriëntering op het noorden gebruikt worden. Meestal is zo'n kompas met een vloeistof gevuld, die de beweging van de kompasnaald dempt.
Zo'n handkompas is altijd vlak uitgevoerd. De kompasdoos is transparant en draaibaar in een rechthoekige basisplaat gemonteerd. De bodem van de kompasdoos is voorzien van evenwijdige strepen en een noordpijl en de rand van de doos is voorzien van een gradenverdeling. Dit kompas kan gebruikt worden om vooraf op een kaart een richting uit te zetten die dan in het veld afgelegd kan worden. De basisplaat wordt hiervoor op de kaart langs de te lopen richting gelegd, waarna de kompasdoos gedraaid wordt zodat de noordpijl naar het kaartnoorden wijst. In het veld wordt dan het hele kompas zo gedraaid dat de naald over de noordpijl staat. De basisplaat wijst dan in de op de kaart uitgezette richting.
Zo'n kompas kan uitgebreid worden met een peilspiegel, hier kan in het veld een punt gepeild worden waarna de kompasdoos wordt gedraaid zodat de naald samenvalt met de noordpijl. De spiegel maakt het mogelijk dit te doen terwijl het kompas horizontaal en gericht op het doel blijft. Op de rand van de kompasdoos kan hierna de richting afgelezen worden of er kan zoals bij een normaal plaatkompas meteen in de richting van het doel gelopen worden.
Kompassen met een draaiende kompasroos zijn altijd met vloeistof gevuld. Deze kompassen zijn rond uitgevoerd, zodat de kompasroos steeds horizontaal op de vloeistof drijft. Door de demping van de vloeistof zijn deze kompassen traag. Bij ouderwetse kompassen is soms een mechanische blokkering aangebracht om de naald tijdelijk vast te zetten, wanneer die niet wordt gebruikt.
Scheepskompassen zijn zo uitgevoerd. Zij hebben een schaalverdeling die meedraait. Op het kompashuis is hierbij een zogenoemde zeilstreep aangebracht, die overeen moet komen met de lengteas van het schip. Het schip kan nu zo gestuurd worden dat de gewenste koers tegenover de zeilstreep afgelezen wordt.
Een peilkompas heeft een vizierinrichting waarmee een veraf gelegen punt "in de peiling" genomen kan worden. De constructie van het kompas is zodanig dat tegelijkertijd of achteraf de kompasrichting afgelezen kan worden.
Een gyrokompas is niet afhankelijk van magnetisme, maar is een gyrotol die een eenmaal ingenomen stand in de ruimte behoudt en met behulp van precessie noordzoekend is gemaakt.
Kleine kompassen zoals ze ingebouwd worden in horloges, smartphones en andere elektronische apparaten bestaan meestal uit twee of drie magnetometers waarvan de metingen verwerkt worden door een microprocessor. De juiste oriëntatie wordt berekend met behulp van trigonometrie. Gps-ontvangers met twee of meer antennes kunnen ook als kompas gebruikt worden en tot 0,5° nauwkeurigheid bereiken.

## Trivia
In de film The Gods Must Be Crazy krijgt op een bepaald moment iemand die blijkbaar de weg kwijt is geraakt de volgende vraag te horen: Weet U waarvoor het spiegeltje dient dat vanbinnen op het deksel van een kompas zit? (geen antwoord). Dat spiegeltje dient om daar in te kunnen zien wie verloren gelopen is.